# Ruído Branco (filme)
White Noise (bra/prt: Ruído Branco) é um filme apocalíptico de humor negro de 2022. Escrito e dirigido por Noah Baumbach, foi adaptado do romance homônimo de 1985 de Don DeLillo. É o décimo primeiro longa-metragem de Baumbach e o primeiro longa do diretor que não foi baseado em uma história original de sua autoria.
White Noise estreou no 79º Festival Internacional de Cinema de Veneza no dia 31 de agosto de 2022 e tem o lançamento previsto para o dia 25 de novembro de 2022 nos cinemas, antes do lançamento no serviço de streaming Netflix, marcado para 30 de dezembro de 2022.

## Enredo
Ambientado na Região Centro-Oeste dos Estados Unidos, White Noise conta a história de um ano na vida de Jack Gladney, um professor universitário que, embora não fale alemão, ganhou notoriedade por ser uma autoridade em Adolf Hitler. Jack já foi casado várias vezes e tanto ele quanto sua atual esposa, Babette, têm filhos de casamentos anteriores.
Um derramamento de produto químico de um vagão de trem causa a formação de uma nuvem tóxica na área onde Jack e sua família vivem, exigindo evacuação. Preocupado por ter se exposto à toxina, Jack é forçado a aceitar o fato de que pode morrer.
O filme reflete sobre o medo da morte na sociedade moderna e sua obsessão por cuidados médicos, com Babette e posteriormente Jack tentando comprar no mercado negro um medicamento chamado "Dylar", que acredita-se aliviar o medo da morte.

## Elenco
| Intérprete         | Personagem           |
| ------------------ | -------------------- |
| Adam Driver        | Jack Gladney         |
| Greta Gerwig       | Babette Gladney      |
| Raffey Cassidy     | Denise               |
| André Benjamin     | Elliot Lasher        |
| Jodie Turner-Smith | Winnie Richards      |
| Don Cheadle        | Prof. Murray Siskind |
| Lars Eidinger      | Arlo Shell           |
| Sam Nivola         | Heinrich             |
| May Nivola         | Steffie              |

## Prêmios e indicações
| Prêmio                                     | Data                   | Categoria                                          | Destinatário(s)                                                    | Resultado |
| ------------------------------------------ | ---------------------- | -------------------------------------------------- | ------------------------------------------------------------------ | --------- |
| Festival Internacional de Cinema de Veneza | 10 de setembro de 2022 | Leão de Ouro                                       | Noah Baumbach                                                      | Indicado  |
| Festival Internacional de Cinema de Veneza | 10 de setembro de 2022 | Green Drop Award                                   | Noah Baumbach                                                      | Venceu    |
| Hollywood Music in Media Awards            | 16 de novembro de 2022 | Melhor Trilha Sonora Original em Longa-Metragem    | Danny Elfman                                                       | Indicado  |
| Hollywood Music in Media Awards            | 16 de novembro de 2022 | Melhor Trilha Sonora Original em Longa-Metragem    | James Murphy, Nancy Whang, Patrick Mahoney (por "new body rhumba") | Indicado  |
| Globo de Ouro                              | 10 de janeiro de 2023  | Globo de Ouro de melhor ator em comédia ou musical | Adam Driver                                                        | Pendente  |

## Recepção
No site agregador de críticas Rotten Tomatoes, White Noise tem uma classificação de 86%, com base em 50 comentários com uma classificação média de 7,4/10. O consenso do site diz: "White Noise pode ocasionalmente lutar com seu material de origem supostamente infilmável, mas Noah Baumbach consegue encontrar o coração humorístico de sua história surpreendentemente oportuna".